# دانشگاه فنی ملی قزاقستان
دانشگاه فنی ملی قزاقستان (قزاقی: Қазақ Ұлттық Техникалық Университет, Qazaq Ulttıq Texnïkalıq Wnïversïtet؛ روسی: Казахский Национальный Технический Университет, Kazakhskiy Natsional'nîy Tekhnicheskiy Universitet) که به افتخار کانیش ساتبایف نامگذاری شده، از دانشگاه‌های پیشرو در آلماتی قزاقستان است.
در ۱۹۳۳ مؤسسهٔ متالورژی و معدن قزاقستان (KazMMI) تأسیس شد و برای اولین بار در سال تحصیلی ۱۹۳۴ دانشجو پذیرفت. با گسترش مؤسسه از ۱۹۶۰ تا ۱۹۹۶ با نام مؤسسهٔ پلی‌تکنیک قزاقستان (KazPTI) به کار ادامه دارد. در این زمان مؤسسه به افتخار ولادیمیر لنین نامگذاری شده بود. از سال ۱۹۹۶ تاکنون به دانشگاه فنی ملی قزاقستان (KazNTU) تغییر نام داده و به افتخار کانیش ساتبایف نامگذاری شده‌است.

## مؤسسه‌ها
- مؤسسهٔ زمین‌شناسی و کسب‌وکار نفت و گاز
- مؤسسهٔ معدن و ذوب
- مؤسسهٔ اطلاعات و مخابرات
- مؤسسهٔ مهندسی صنایع
- مؤسسهٔ معماری و ساختمان
- مؤسسهٔ اقتصاد و کسب‌وکار
- مؤسسهٔ فناوری‌های بالاسطح و توسعهٔ پایدار
- مؤسسهٔ آموزش پایه
- مؤسسهٔ آموزش نظامی
- مؤسسهٔ بین‌المللی تحصیلات تکمیلی
- مؤسسهٔ آموزش از راه دور